# Philippe Bérot
Pour les articles homonymes, voir Bérot.
Pas d'image ? Cliquez ici

a Compétitions nationales et continentales officielles uniquement.

b Matchs officiels uniquement.
Dernière mise à jour le 26 août 2016.
Philippe Bérot, né le 29 janvier 1965 à Tarbes, est un joueur français de rugby à XV, évoluant aux postes d'ailier ou arrière, reconverti en tant qu'entraîneur. Il compte 19 sélections en équipe de France de rugby à XV. Il joue au cours de sa carrière au sein des clubs du SU Agen, du Lyon OU, du FC Auch et enfin du SA Condom.

## Biographie
Après une formation à Lannemezan, Philippe Bérot rejoint Agen en 1983-84.
Encore junior, il rejoint rapidement l’équipe première avec laquelle il joue la finale contre Béziers (perdue aux tirs au but).
Avec Agen, il sera ensuite champion de France en 1988 et perdra une autre finale en  1986.
Blessé toute la saison, il ne participera pas à celle de 1990.
Revenu sur les terrains en 1991, il aura toutefois du mal à retrouver son niveau et après la crise vécue par le club en 1991, il rejoint Lyon, club avec lequel il est champion de France de 2e division en 1992 et connaîtra deux montées consécutives jusqu'à l'élite que Lyon retrouve en 1994 mais Lyon sera immédiatement relégué.
Il rejoint alors pour quatre saisons le FC Auch avant de passer deux saisons à Condom où il fait ses premiers pas en tant qu’entraîneur.
Il fut ensuite deux ans l’entraîneur des trois-quarts  d’Auch puis quatre ans celui de ceux du Castres olympique, club avec lequel il remporte le Bouclier européen et le Challenge Sud Radio en 2003. En 2006, à la demande de Laurent Seigne, il quitte le club. Il rejoint le Stade montois pour la saison 2006-2007 puis le Tarbes Pyrénées Rugby en février 2008. Il quitte le TPR en 2012.
De 2012 à 2016, il est entraîneur de l'Italie responsable des arrières auprès du sélectionneur français Jacques Brunel.
En 2016, il devient entraîneur des arrières du Sporting club albigeois auprès du nouveau manager Serge Milhas. En février 2017, ils font face à une fronde des joueurs qui demandent à l’unanimité le départ du trio d'entraîneur Milhas-Bacca-Bérot.

## Vie privée
Son fils Erwan Bérot a également été joueur de rugby au niveau professionnel.

## Statistiques

### Tournoi des Cinq Nations
| Édition           | Rang | Résultats France | Résultats Bérot | Matchs Bérot |
| ----------------- | ---- | ---------------- | --------------- | ------------ |
| Cinq Nations 1987 | 1    | 4 v, 0 n, 0 d    | 4 v, 0 n, 0 d   | 4/4          |
| Cinq Nations 1988 | 1    | 3 v, 0 n, 1 d    | 2 v, 0 n, 1 d   | 3/4          |
| Cinq Nations 1989 | 1    | 3 v, 0 n, 1 d    | 1 v, 0 n, 0 d   | 1/4          |

Légende : v = victoire ; n = match nul ; d = défaite ; la ligne est en gras quand il y a Grand Chelem.

## Carrière

### Joueur

#### Clubs successifs
- CA Lannemezan (formation)
- SU Agen 1983-1991
- Lyon OU 1991-1994
- FC Auch 1994-1997
- SA Condom 1997-2000

#### En équipe nationale
Il a disputé son premier test match le 25 octobre 1986, contre l'équipe de Roumanie et son dernier test match fut contre l'équipe de Nouvelle-Zélande, le 1er juillet 1989.
Il a disputé les quatre matchs du grand Chelem de 1987.

### Entraîneur

#### Clubs successifs
- 2000-2002 : FC Auch
- 2002-2006 : Castres olympique (entraîneur des trois-quarts)
- 2006-2007 : Stade montois
- Février 2008-2012 : Tarbes PR
- 2012-2016 :  Italie (entraîneur des trois-quarts)
- 2016-Février 2017 : Sporting club albigeois (entraîneur des trois-quarts)

## Palmarès

### En club (en tant que joueur)
Avec le SU Agen
- Championnat de France de 1è division :
  - Champion (1) : 1988
  - Vice-champion (3) : 1984, 1986 et 1990

- Challenge Yves du Manoir :
  - Finaliste (1) : 1987.

Avec le Lyon OU
- Championnat de France de 2e division :
  - Champion (1) : 1992

Avec le SA Condom
- Challenge de l'Essor
  - Vainqueur (1) : 1999

### En club (en tant qu'entraîneur)
Avec le Castres olympique
- Bouclier européen :
  - Vainqueur (1) : 2003
- Challenge Sud-Radio :
  - Vainqueur (1) : 2003

### En équipe nationale
- Sélections en équipe nationale : 19 (+ 1 non officielle)
- 3 essais, 33 pénalités, 24 transformations (159 points)
- Sélections par année : 3 en 1986, 5 en 1987, 8 en 1988, 3 en 1989
- Tournois des Cinq Nations disputés : 1987, 1988, 1989